# Cupa Mondială de Rugby din 2023
Cupa Mondială de Rugby din 2023 a fost a zecea Cupă Mondială de Rugby masculin, campionatul mondial din patru în patru ani pentru echipele de rugby masculin. A avut loc în Franța în perioada 8 septembrie - 28 octombrie 2023 în nouă locații din țară. Meciul de deschidere și finala au fost găzduite Stade de France, în comuna Saint-Denis, la nord de Paris. Turneul are loc în anul bicentenar al „inventării” sportului de către William Webb Ellis.
Inițial, turneul a fost programat să dureze ca de obicei șase săptămâni; cu toate acestea, pe 23 februarie 2021, World Rugby a anunțat că adaugă o săptămână suplimentară pentru a satisface cerințele suplimentare de odihnă, având în vedere condiția jucătorilor. Aceasta înseamnă că echipele vor avea minim cinci zile de odihnă pentru toate meciurile, optimizând recuperarea și pregătirea pentru turneu. Va fi a treia oară când Franța găzduiește Cupa Mondială de Rugby, după ce a organizat anterior Cupa Mondială de Rugby din 1991 (împreună cu Anglia, Irlanda, Scoția și Țara Galilor) și Cupa Mondială de Rugby din 2007. Precedează Jocurile Olimpice de vară din 2024 de la Paris și va avea loc cu mai puțin de un an înainte de ceremonia de deschidere a Jocurilor Olimpice.
Campioana actuală este Africa de Sud, care a învins Anglia cu 32–12 în finala din 2019.
În această ediție, a debutat Chile, iar Portugalia a revenit pentru a doua oară, după 16 ani de absență. Aflată în căutarea unei noi identități, România s-a calificat în urma penalizării Spaniei și joacă în grupa B cu Africa de Sud, Irlanda, Scoția și Tonga.

## Alegerea gazdei
World Rugby a cerut ca toți membrii care doresc să găzduiască evenimentul din 2023  să își prezinte interesul până în iunie 2015. Un total de șase federații au răspuns. Federația Italiană de Rugby s-a numărat printre membrii interesați, dar și-a retras oferta la 28 septembrie 2016. Federațiile de Rugby din Argentina și SUA și-au exprimat ambele interesul de a găzdui evenimentul, dar în cele din urmă au decis să nu prezinte nici o ofertă. Trei oferte au fost depuse oficial la World Rugby până la data limită din iunie 2017.
La 15 noiembrie 2017, candidatura Federației Franceze de Rugby a fost aleasă în detrimentul ofertelor din Africa de Sud și Irlanda. Franța și-a lansat oferta pe 9 februarie 2017. 

## Stadioane
La 17 martie 2017 au fost alese douăsprezece orașe gazdă.  Această listă a fost redusă ulterior la nouă orașe (excluzând Paris, Montpellier și Lens):
| Paris (Saint-Denis)       | Marsilia                                                      | Lyon (Décines-Charpieu)                                       | Lille (Villeneuve-d'Ascq)                                     |
| ------------------------- | ------------------------------------------------------------- | ------------------------------------------------------------- | ------------------------------------------------------------- |
| Stade de Franceab         | Stade Vélodromea                                              | OL Stadium                                                    | Stade Pierre-Mauroy                                           |
| Capacitate: 80.023        | Capacitate: 67.847                                            | Capacitate: 58.883                                            | Capacitate: 50.096                                            |
|                           |                                                               |                                                               |                                                               |
| Bordeaux                  | ParisMarsiliaLyonLilleNantesBordeauxSaint-ÉtienneNisaToulouse | ParisMarsiliaLyonLilleNantesBordeauxSaint-ÉtienneNisaToulouse | ParisMarsiliaLyonLilleNantesBordeauxSaint-ÉtienneNisaToulouse |
| Nouveau Stade de Bordeaux | ParisMarsiliaLyonLilleNantesBordeauxSaint-ÉtienneNisaToulouse | ParisMarsiliaLyonLilleNantesBordeauxSaint-ÉtienneNisaToulouse | ParisMarsiliaLyonLilleNantesBordeauxSaint-ÉtienneNisaToulouse |
| Capacitate: 42.115        | ParisMarsiliaLyonLilleNantesBordeauxSaint-ÉtienneNisaToulouse | ParisMarsiliaLyonLilleNantesBordeauxSaint-ÉtienneNisaToulouse | ParisMarsiliaLyonLilleNantesBordeauxSaint-ÉtienneNisaToulouse |
|                           | ParisMarsiliaLyonLilleNantesBordeauxSaint-ÉtienneNisaToulouse | ParisMarsiliaLyonLilleNantesBordeauxSaint-ÉtienneNisaToulouse | ParisMarsiliaLyonLilleNantesBordeauxSaint-ÉtienneNisaToulouse |
| Saint-Étienne             | Nisa                                                          | Nantes                                                        | Toulouse                                                      |
| Stade Geoffroy-Guicharda  | Stade de Nice                                                 | Stade de la Beaujoirea                                        | Stadium de Toulouseab                                         |
| Capacitate: 41.965        | Capacitate: 35.983                                            | Capacitate: 35.520                                            | Capacitate: 33.150                                            |
|                           |                                                               |                                                               |                                                               |

a Stadionul a fost folosit la Cupa Mondială de Rugby din 2007.
b Stadionul a fost folosit la Cupa Mondială de Rugby din 1999.
| Echipă    | Oraș               |
| --------- | ------------------ |
| Argentina | La Baule-Escoublac |
| Australia | Saint-Étienne      |
| Chile     | Perros-Guirec      |
| Anglia    | Le Touquet         |
| Fiji      | Lormont            |
| Franța    | Rueil-Malmaison    |
| Georgia   | Île de Ré          |
| Irlanda   | Tururi             |
| Italia    | Bourgoin-Jallieu   |
| Japonia   | Toulouse           |

| Echipă        | Oraș              |
| ------------- | ----------------- |
| Namibia       | Aix-les-Bains     |
| Noua Zeelandă | Lyon              |
| Portugalia    | TBA               |
| România       | Libourne          |
| Samoa         | Montpellier       |
| Scoția        | Grozav            |
| Africa de Sud | Toulon            |
| Tonga         | Croissy-sur-Seine |
| Uruguay       | Avignon           |
| Țara Galilor  | Versailles        |

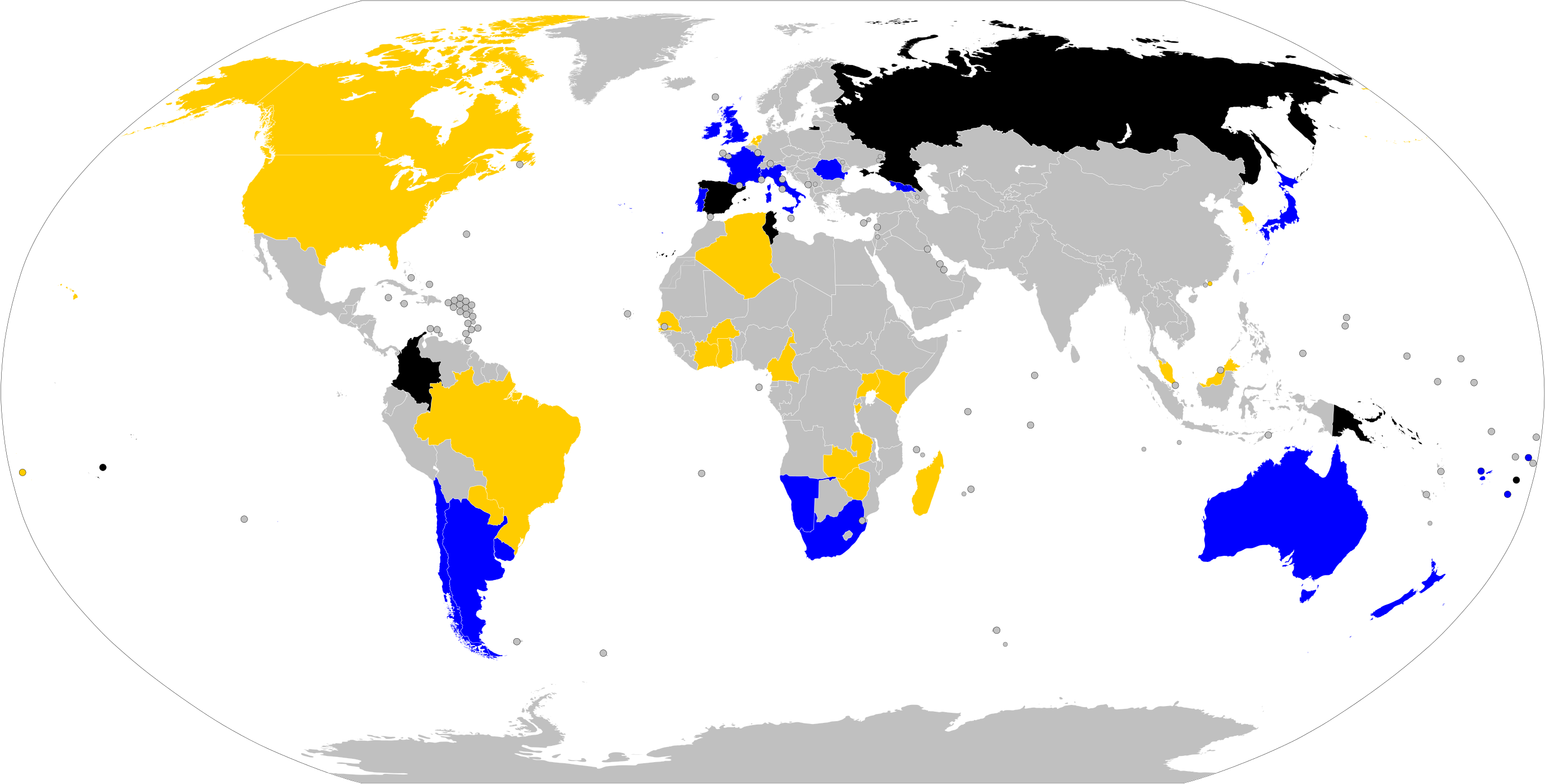
Starea de calificare:

Douăzeci de echipe s-au calificat la turneul final, 12 echipe s-au calificat automat pentru turneu după ce au terminat pe unul din primele trei locuri ale grupei la Cupa Mondială de Rugby 2019, care includea Franța deja calificată automat ca gazdă. Restul de opt locuri au fost decise de competiții regionale urmate de câteva meciuri play-off interregionale.
Spania s-a calificat inițial ca Europa 2, dar România a depus o plângere oficială că Spania a trimis un jucător neeligibil în timpul turneului de calificare. După o investigație controversată, s-a ajuns la concluzia că jucătorul în cauză și-a falsificat pașaportul: Spania a primit o deducere de 10 puncte, ceea ce a dus la eliminarea efectivă din competiție, România înlocuindu-i ca Europa 2 și Portugalia luând locul României în clasament jucând un meci de baraj. 
Pe 18 noiembrie 2022, Portugalia a câștigat barajul, fiind ultima țară calificată la Cupa Mondială de Rugby din 2023. A fost prima dată când Canada nu s-a calificat, prima dată din 1995 când Statele Unite nu s-a calificat și prima dată când s-au calificat trei echipe din America de Sud. Este prima Cupă Mondială de Rugby fără nicio participare din America de Nord.
Tabelul de mai jos prezintă echipele calificate la 18 noiembrie 2022:
| Regiunea       | Echipa        | Cum s-a calificat                        | Participări | Performanță                                               | Loc în topul mondial |
| -------------- | ------------- | ---------------------------------------- | ----------- | --------------------------------------------------------- | -------------------- |
| Africa         | Africa de Sud | Printre primele 3 la CMR 2019            | 7           | Campioană (1995, 2007, 2019)                              | 4                    |
| Africa         | Namibia       | Africa 1                                 | 6           | Participare în grupe (1999, 2003, 2007, 2011, 2015, 2019) | 21                   |
| Asia           | Japonia       | Pe unul din primele 3 locuri la CMR 2019 | 9           | Finalistă (2019)                                          | 10                   |
| Europa         | Franța        | Gazdă                                    | 9           | Argint (locul 2) (1987, 1999, 2011)                       | 2                    |
| Europa         | Anglia        | Pe unul din primele 3 locuri la CMR 2019 | 9           | Campioană (2003)                                          | 5                    |
| Europa         | Irlanda       | Pe unul din primele 3 locuri la CMR 2019 | 9           | Finalistă (de șapte ori)                                  | 1                    |
| Europa         | Italia        | Pe unul din primele 3 locuri la CMR 2019 | 9           | Participare în grupe (nine times)                         | 12                   |
| Europa         | Scoția        | Pe unul din primele 3 locuri la CMR 2019 | 9           | Locul 4 (1991)                                            | 6                    |
| Europa         | Țara Galilor  | Pe unul din primele 3 locuri la CMR 2019 | 9           | Bronz (locul 3) (1987)                                    | 9                    |
| Europa         | Georgia       | Europa 1                                 | 5           | Participare în grupe (2003, 2007, 2011, 2015, 2019)       | 13                   |
| Europa         | România       | Europa 2                                 | 8           | Participare în grupe (de opt ori)                         | 20                   |
| Europa         | Portugalia    | Calificare                               | 1           | Participare în grupe (2007)                               | 18                   |
| Oceania        | Australia     | Pe unul din primele 3 locuri la CMR 2019 | 9           | Campioană (1991, 1999)                                    | 8                    |
| Oceania        | Fiji          | Pe unul din primele 3 locuri la CMR 2019 | 8           | Finalistă (1987, 2007)                                    | 14                   |
| Oceania        | Noua Zeelandă | Pe unul din primele 3 locuri la CMR 2019 | 9           | Campioană (1987, 2011, 2015)                              | 3                    |
| Oceania        | Samoa         | Oceania 1                                | 8           | Finalistă (1991, 1995)                                    | 11                   |
| Oceania        | Tonga         | Asia/Pacific 1                           | 8           | Participare în grupe (de opt ori)                         | 15                   |
| America de Sud | Argentina     | Pe unul din primele 3 locuri la CMR 2019 | 9           | Bronz (locul 3) (2007)                                    | 7                    |
| America de Sud | Uruguay       | America 1                                | 4           | Participare în grupe (1999, 2003, 2015, 2019)             | 17                   |
| America de Sud | Chile         | America 2                                | 0           | Debut                                                     | 22                   |

## Tragerea la sorți
Tragerea la sorți a avut loc pe 14 decembrie 2020 la Paris.  Tragerea la sorți a revenit la locul tradițional al anului după Cupa Mondială precedentă, după internaționalele de la final de an.
Sistemul de clasare de la Cupele Mondiale de rugby anterioare a fost păstrat, cele 12 calificări automate din 2019 fiind alocate formațiilor respective pe baza Clasamentului Mondial de Rugby din 1 ianuarie 2020:
- Banda 1: Cele patru echipe cel mai bine clasate
- Banda 2: Următoarele patru echipe cel mai bine clasate
- Banda 3: ultimele patru echipe calificate direct

Celelalte două formații au fost formate din cele opt echipe de calificare, alocarea fiecărei trupe fiind bazată pe puterea anterioară la Cupa Mondială de Rugby:
- Banda 4: – Oceania 1, Europa 1, America 1, Asia/Pacific 1
- Trupa 5: – Africa 1, Europa 2, Americi 2, Câștigător final de calificare

## Arbitrii
Pentru a gestiona cele 48 de meciuri, World Rugby a numit 12 arbitri, 7 arbitri asistenți și, pentru prima dată, o echipă extinsă de 7 oficiali pentru arbitrajul video.
Dintre aceștia, Wayne Barnes va oficia pentru a cincea oară o Cupă Mondială de rugby (un record), în timp ce Nika Amashukeli va deveni primul arbitru georgian de la Cupa Mondială și primul reprezentant dintr-o țară de rangul 2 care a arbitrat un meci de când jocul a devenit profesionist. Matthew Carley, Karl Dickson și Andrew Brace vor face prima lor apariție la o Cupă Mondială ca arbitri, iar Joy Neville devine prima femeie numită în panoul oficial al meciului pentru o Cupă Mondială de rugby masculin.
| Arbitrii - Nika Amashukeli, Georgia - Wayne Barnes, Anglia - Nic Berry, Australia - Andrew Brace, Irlanda - Matthew Carley, Anglia - Karl Dickson, Anglia - Angus Gardner, Australia - Ben O'Keeffe, Noua Zeelandă - Luke Pearce, Anglia - Jaco Peyper, Africa de Sud - Mathieu Raynal, Franța - Paul Williams, Noua Zeelandă | Asistenți - Chris Busby, Irlanda - Pierre Brousset, Franța - James Doleman, Noua Zeelandă - Craig Evans, Țara Galilor - Andrea Piardi, Italia - Christophe Ridley, Anglia - Jordan Way]], Australia | Arbitraj video - Brett Cronan, Australia - Tom Foley, Anglia - Marius Jonker, Africa de Sud - Brian MacNeice, Irlanda - Joy Neville]], Irlanda - Brendon Pickerill, Noua Zeelandă - Ben Whitehouse, Țara Galilor |

## Meciurile

### Faza grupelor
În prima rundă sau în etapa grupelor, cele douăzeci de echipe sunt împărțite în patru grupe de câte cinci echipe. În fiecare grupă echipele vor juca fiecare cu fiecare. Echipele vor primi patru puncte pentru o victorie, două pentru un meci egal și zero pentru o înfrângere la o diferență de opt sau mai multe puncte. O echipă care marchează patru eseuri într-un meci primește un punct bonus, la fel ca o echipă care pierde la o diferență de mai puțin de opt puncte - se acordă ambele puncte bonus dacă ambele situații se aplică.
| Grupa A                                     | Grupa B                                    | Grupa C                                        | Grupa D                              |
| ------------------------------------------- | ------------------------------------------ | ---------------------------------------------- | ------------------------------------ |
| Noua Zeelandă Franța Italia Uruguay Namibia | Africa de Sud Irlanda Scoția Tonga România | Țara Galilor Australia Fiji Georgia Portugalia | Anglia Japonia Argentina Samoa Chile |

Echipele care termină pe primele două locuri în fiecare grupă se califică în sferturile de finală. Echipele de pe primele trei locuri se vor califica automat pentru Cupa Mondială de Rugby din 2027.
Criterii de departajare
Dacă două sau mai multe echipe vor fi la egalitate de puncte, se vor aplica următoarele criterii de departajare:
1. Rezultatul meciului direct (nu se va lua în considerare dacă sunt la egalitate mai mult de două echipe);
2. Diferența între punctele marcate și cele încasate în toate meciurile din grupă;
3. Diferența între eseurile marcate și cele încasate în toate meciurile din grupă;
4. Punctele marcate în toate meciurile din grupă;
5. Cele mai multe eseuri marcate în toate meciurile din grupă;
6. Clasamentul oficial al World Rugby Rankings de la data de 14 octombrie 2019.[7]

În cazul în care trei echipe sunt la egalitate de puncte, criteriile de mai sus vor fi folosite pentru a decide locul întâi în grupă, apoi vor fi folosite din nou (pornind de la criteriul 1) pentru a decide locul al doilea în grupă.

#### Grupa A
| Loc | Echipa        | J | C | E | Î | EM | PP  | PÎ  | +/−  | PB | Pt |
| --- | ------------- | - | - | - | - | -- | --- | --- | ---- | -- | -- |
| 1   | Franța        | 4 | 4 | 0 | 0 | 27 | 210 | 32  | +178 | 2  | 18 |
| 2   | Noua Zeelandă | 4 | 3 | 0 | 1 | 38 | 253 | 47  | +206 | 3  | 15 |
| 3   | Italia        | 4 | 2 | 0 | 2 | 15 | 114 | 181 | -67  | 2  | 10 |
| 4   | Uruguay       | 4 | 1 | 0 | 3 | 9  | 65  | 164 | -99  | 1  | 5  |
| 5   | Namibia       | 4 | 0 | 0 | 4 | 3  | 37  | 265 | -218 | 0  | 0  |

| 8 septembrie 2023  | Franța        | 27 - 12 | Noua Zeelandă | Stade de France, Saint-Denis              |
| 9 septembrie 2023  | Italia        | 52 - 8  | Namibia       | Stade Geoffroy-Guichard, Saint-Étienne    |
| 14 septembrie 2023 | Franța        | 27 - 12 | Uruguay       | Stade Pierre-Mauroy, Lille                |
| 15 septembrie 2023 | Noua Zeelandă | 71 - 3  | Namibia       | Stadium de Toulouse, Toulouse             |
| 20 septembrie 2023 | Italia        | 38-17   | Uruguay       | Allianz Riviera, Nice                     |
| 21 septembrie 2023 | Franța        | 96 - 0  | Namibia       | Stade Vélodrome, Marseille                |
| 27 septembrie 2023 | Uruguay       | 36-26   | Namibia       | Parc Olympique Lyonnais, Décines-Charpieu |
| 29 septembrie 2023 | Noua Zeelandă | 96-17   | Italia        | Parc Olympique Lyonnais, Décines-Charpieu |
| 5 octombrie 2023   | Noua Zeelandă | 73-0    | Uruguay       | Parc Olympique Lyonnais, Décines-Charpieu |
| 6 octombrie 2023   | Franța        | 60-7    | Italia        | Parc Olympique Lyonnais, Décines-Charpieu |

#### Grupa B
| Loc | Echipa        | J | C | E | Î | EM | PP  | PÎ  | +/−  | PB | Pt |
| --- | ------------- | - | - | - | - | -- | --- | --- | ---- | -- | -- |
| 1   | Irlanda       | 4 | 4 | 0 | 0 | 27 | 190 | 46  | +144 | 3  | 19 |
| 2   | Africa de Sud | 4 | 3 | 0 | 1 | 22 | 151 | 34  | +117 | 3  | 15 |
| 3   | Scoția        | 4 | 2 | 0 | 2 | 21 | 146 | 71  | +75  | 2  | 10 |
| 4   | Tonga         | 4 | 1 | 0 | 3 | 13 | 96  | 177 | -81  | 1  | 5  |
| 5   | România       | 4 | 0 | 0 | 4 | 4  | 32  | 287 | -255 | 0  | 0  |

| 9 septembrie 2023  | Irlanda       | 82 - 8 | România | Nouveau Stade de Bordeaux, Bordeaux |
| 10 septembrie 2023 | Africa de Sud | 18 - 3 | Scoția  | Stade Vélodrome, Marseille          |
| 16 septembrie 2023 | Irlanda       | 59-16  | Tonga   | Stade de la Beaujoire, Nantes       |
| 17 septembrie 2023 | Africa de Sud | 76 - 0 | România | Nouveau Stade de Bordeaux, Bordeaux |
| 23 septembrie 2023 | Africa de Sud | 8-13   | Irlanda | Stade de France, Saint-Denis        |
| 24 septembrie 2023 | Scoția        | 45-17  | Tonga   | Allianz Riviera, Nice               |
| 30 septembrie 2023 | Scoția        | 84-0   | România | Stade Pierre-Mauroy, Lille          |
| 1 octombrie 2023   | Africa de Sud | 49-18  | Tonga   | Stade Vélodrome, Marseille          |
| 7 octombrie 2023   | Irlanda       | 36-14  | Scoția  | Stade de France, Saint-Denis        |
| 8 octombrie 2023   | Tonga         | 45-24  | România | Stade Pierre-Mauroy, Lille          |

#### Grupa C
| Loc | Echipa       | J | C | E | Î | EM | PP  | PÎ  | +/− | PB | Pt |
| --- | ------------ | - | - | - | - | -- | --- | --- | --- | -- | -- |
| 1   | Țara Galilor | 4 | 4 | 0 | 0 | 17 | 143 | 59  | +84 | 3  | 19 |
| 2   | Fiji         | 4 | 2 | 0 | 2 | 9  | 88  | 83  | +5  | 2  | 11 |
| 3   | Australia    | 4 | 2 | 0 | 2 | 11 | 90  | 91  | -1  | 3  | 11 |
| 4   | Portugalia   | 4 | 1 | 1 | 2 | 5  | 64  | 103 | -39 | 0  | 6  |
| 5   | Georgia      | 4 | 0 | 1 | 3 | 7  | 64  | 113 | -49 | 1  | 3  |

| 9 septembrie 2023  | Australia    | 35 - 15 | Georgia    | Stade de France, Saint-Denis              |
| 10 septembrie 2023 | Țara Galilor | 32 - 26 | Fiji       | Nouveau Stade de Bordeaux, Bordeaux       |
| 16 septembrie 2023 | Țara Galilor | 28 - 8  | Portugalia | Allianz Riviera, Nice                     |
| 17 septembrie 2023 | Australia    | 15 - 22 | Fiji       | Stade Geoffroy-Guichard, Saint-Étienne    |
| 23 septembrie 2023 | Georgia      | 18-18   | Portugalia | Stadium de Toulouse, Toulouse             |
| 24 septembrie 2023 | Țara Galilor | 40-6    | Australia  | Parc Olympique Lyonnais, Décines-Charpieu |
| 30 septembrie 2023 | Fiji         | 17-12   | Georgia    | Nouveau Stade de Bordeaux, Bordeaux       |
| 1 octombrie 2023   | Australia    | 34-14   | Portugalia | Stade Geoffroy-Guichard, Saint-Étienne    |
| 7 octombrie 2023   | Țara Galilor | 43-19   | Georgia    | Stade de la Beaujoire, Nantes             |
| 8 octombrie 2023   | Fiji         | 23-24   | Portugalia | Stadium de Toulouse, Toulouse             |

#### Grupa D
| Loc | Echipa    | J | C | E | Î | EM | PP  | PÎ  | +/−  | PB | Pt |
| --- | --------- | - | - | - | - | -- | --- | --- | ---- | -- | -- |
| 1   | Anglia    | 4 | 4 | 0 | 0 | 17 | 150 | 39  | +111 | 2  | 18 |
| 2   | Argentina | 4 | 3 | 0 | 1 | 15 | 127 | 69  | +58  | 2  | 14 |
| 3   | Japonia   | 4 | 2 | 0 | 2 | 12 | 109 | 107 | +2   | 1  | 9  |
| 4   | Samoa     | 4 | 1 | 0 | 3 | 11 | 92  | 75  | +17  | 3  | 7  |
| 5   | Chile     | 4 | 0 | 0 | 4 | 4  | 27  | 215 | -188 | 0  | 0  |

| 9 septembrie 2023  | Anglia    | 27- 10 | Argentina | Stade Vélodrome, Marseille             |
| 10 septembrie 2023 | Japonia   | 42-12  | Chile     | Stadium de Toulouse, Toulouse          |
| 16 septembrie 2023 | Samoa     | 43-10  | Chile     | Nouveau Stade de Bordeaux, Bordeaux    |
| 17 septembrie 2023 | Anglia    | 34-12  | Japonia   | Allianz Riviera, Nice                  |
| 22 septembrie 2023 | Argentina | 19-10  | Samoa     | Stade Geoffroy-Guichard, Saint-Étienne |
| 23 septembrie 2023 | Anglia    | 71-0   | Chile     | Stade Pierre-Mauroy, Lille             |
| 28 septembrie 2023 | Japonia   | 28-22  | Samoa     | Stadium de Toulouse, Toulouse          |
| 30 septembrie 2023 | Argentina | 59-5   | Chile     | Stade de la Beaujoire, Nantes          |
| 7 octombrie 2023   | Anglia    | 18-17  | Samoa     | Stade Pierre-Mauroy, Lille             |
| 8 octombrie 2023   | Japonia   | 27-39  | Argentina | Stade de la Beaujoire, Nantes          |

### Faza eliminatorie
|  | Sferturi de finală | Sferturi de finală |               |        | Semifinale  | Semifinale  |  |  | Finala       | Finala |
|  |                    |                    |               |        |             |             |  |  |              |        |
|  | 14 octombrie       |                    |               |        |             |             |  |  |              |        |
|  |                    |                    |               |        |             |             |  |  |              |        |
|  | Țara Galilor       | 17                 |               |        |             |             |  |  |              |        |
|  | Țara Galilor       | 17                 | 20 octombrie  |        |             |             |  |  |              |        |
|  | Argentina          | 29                 |               |        |             |             |  |  |              |        |
|  | Argentina          | 29                 | Argentina     | 6      |             |             |  |  |              |        |
|  | 14 octombrie       |                    | Argentina     | 6      |             |             |  |  |              |        |
|  |                    | Noua Zeelandă      | 44            |        |             |             |  |  |              |        |
|  | Irlanda            | Noua Zeelandă      | 44            | 24     |             |             |  |  |              |        |
|  | Irlanda            |                    | 28 octombrie  | 24     |             |             |  |  |              |        |
|  | Noua Zeelandă      | 28                 |               |        |             |             |  |  |              |        |
|  | Noua Zeelandă      | 28                 | Noua Zeelandă | 11     |             |             |  |  |              |        |
|  | 15 octombrie       |                    | Noua Zeelandă | 11     |             |             |  |  |              |        |
|  |                    | Africa de Sud      | 12            |        |             |             |  |  |              |        |
|  | Anglia             | Africa de Sud      | 12            | 30     |             |             |  |  |              |        |
|  | Anglia             | 21 octombrie       |               | 30     |             |             |  |  |              |        |
|  | Fiji               | 24                 |               |        |             |             |  |  |              |        |
|  | Fiji               | 24                 | Anglia        | 15     | Finala mică | Finala mică |  |  |              |        |
|  | 15 octombrie       |                    | Anglia        | 15     | Finala mică | Finala mică |  |  |              |        |
|  |                    | Africa de Sud      | 16            |        |             |             |  |  |              |        |
|  | Franța             | Africa de Sud      | 16            | 28     | Argentina   | 23          |  |  |              |        |
|  | Franța             |                    |               | 28     | Argentina   | 23          |  |  |              |        |
|  | Africa de Sud      | 29                 |               | Anglia | 26          |             |  |  |              |        |
|  | Africa de Sud      | 29                 |               |        | 26          |             |  |  |              |        |
|  |                    |                    |               |        |             |             |  |  | 27 octombrie |        |
|  |                    |                    |               |        |             |             |  |  |              |        |

#### Sferturi de finală
| 14 octombrie 2023 |

| Țara Galilor                                                                         | 17-29  | Argentina |
| ------------------------------------------------------------------------------------ | ------ | --- |
| Eseu: Biggar 14' c T. Williams 57' c Tr: Biggar (2/2) 16', 58' Pen: Biggar (1/2) 21' | Raport | Eseu: Sclavi 68' c Sánchez 77' c Tr: Boffelli (2/2) 69', 78' Pen: Boffelli (4/5) 39', 45', 44', 48' Sánchez (1/1) 80' |

| Stade de Marseille, Marseille Arbitru: Karl Dickson (Anglia) Jaco Peyper (Africa de Sud) |

| 14 octombrie 2023 |

| Irlanda                                                                                               | 24–28  | Noua Zeelandă |
| --- | ------ | --- |
| Eseu: Traum 27' c Gibson-Park 39' c Eseu de penalizare 64' Tr: Frank (2/2) 29', 40' Pen: Ma (1/2) 22' | Raport | Eseu: Fainga'anuku 19' c Savea 33' m Jordan 53' c Tr: Mo'unga (1/2) 21' J. Barrett (1/1) 54' Pen: Mo'unga (1/1) 8' J. Barrett (2/3) 14', 69' |

| Stade de France, Saint-Denis Spectatori: 78.845 Arbitru: Wayne Barnes (Anglia) |

| 15 octombrie 2023 |

| Anglia | 30–24 | Fiji |
| --- | ----- | --- |
| Eseu: Tuilagi 14' m Marchant 23' c Tr: Farrell (1/2) 23' Pen: Farrell (5/6) 11', 34', 38', 54', 78' Drop: Farrell (1/1) 72' |       | Eseu: Mata 28' c Ravai 64' c Botitu 68' c Tr: Lomani (1/1) 29' Kuruvoli (2/2) 65', 70' Pen: Lomani (1/3) 20' |

| Stade de Marseille, Marseille Arbitru: Mathieu Raynal (Franța) |

| 15 octombrie 2019 |

| Franța                                                                                              | 28–29  | Africa de Sud |
| --------------------------------------------------------------------------------------------------- | ------ | --- |
| Eseu: Baille (2) 4' c, 31' c Mauvaka 22' m Tr: Ramos (2/3) 5', 32' Pen: Ramos (3/4) 40+1', 54', 73' | Report | Eseu: Arendse 8' c De Allende 18' m Kolbe 27' c Etzebeth 67' c Tr: Libbok (2/3) 10', 28' Pollard (1/1) 67' Pen: Pollard (1/1) 69' |

| Stade de France, Saint-Denis Spectatori: 79.486 Arbitru: Ben O'Keeffe (Noua Zeelandă) |

#### Semifinale
| 20 octombrie 2023 |

| Argentina                   | 6-44   | Noua Zeelandă |
| --------------------------- | ------ | --- |
| Pen: Boffelli (2/2) 5', 35' | Raport | Eseu: Jordan (3) 11' c, 62' m, 73' m J. Barrett 17' m Frizell (2) 40+2' m, 49' c Smith 42' c Tr: Mo'unga (3/7) 12', 43', 50' Pen: Mo'unga (1/1) 38' |

| Stade de France, Saint-Denis Spectatori: 77.653 Arbitru: Angus Gardner (Australia) |

| 20 octombrie 2023 |

| Anglia                                                       | 15-16  | Africa de Sud                                                                         |
| ------------------------------------------------------------ | ------ | ------------------------------------------------------------------------------------- |
| Pen: Farrell (4/4) 3', 10', 24', 39' Drop: Farrell (1/1) 53' | Raport | Eseu: Snyman 69' c Tr: Pollard (1/1) 70' Pen: Libbok (1/1) 21' Pollard (2/2) 35', 78' |

| Stade de France, Saint-Denis Spectatori: 77.653 Arbitru: Ben O'Keeffe (Noua Zeelandă) |

#### Meciul pentru locul 3
| 27 octombrie 2023 |

| Argentina | 23-26  | Anglia                                                                                   |
| --- | ------ | ---------------------------------------------------------------------------------------- |
| Eseu: Cubelli 36' c S. Carreras 42' c Tr: Boffelli (2/2) 37', 43' Pen: Boffelli (2/2) 24', 50' Sánchez (1/2) 68' | Raport | Eseu: Earl 8' c Dan 44' c Tr: Farrell (2/2) 9', 45' Pen: Farrell (4/4) 3', 13', 30', 65' |

| Stade de France, Saint-Denis Spectatori: 77.604 Arbitru: Nic Berry (Australia) |

#### Finala
| 28 octombrie 2023 |

| Noua Zeelandă                                      | 11-12 | Africa de Sud                        |
| -------------------------------------------------- | ----- | ------------------------------------ |
| Eseu: B. Barrett 58' m Pen: Mo'unga (2/2) 17', 38' |       | Pen: Pollard (4/4) 3', 13', 19', 34' |

| Stade de France, Saint-Denis Spectatori: 80.065 Arbitru: Wayne Barnes (England) |